# Oliveira do Hospital e São Paio de Gramaços
Oliveira do Hospital e São Paio de Gramaços (oficialmente: União de Freguesias de Oliveira do Hospital e São Paio de Gramaços) é uma freguesia portuguesa do município de Oliveira do Hospital, com 13,67 km² de área e 5835 habitantes (censo de 2021). A sua densidade populacional é 426,8 hab./km².

## História
Foi criada aquando da reorganização administrativa de 2012/2013,  resultando da agregação das antigas freguesias de Oliveira do Hospital e São Paio de Gramaços.

## Demografia
A população registada nos censos foi:
| Distribuição da População por Grupos Etários | Distribuição da População por Grupos Etários | Distribuição da População por Grupos Etários | Distribuição da População por Grupos Etários | Distribuição da População por Grupos Etários | Distribuição da População por Grupos Etários |
| -------------------------------------------- | -------------------------------------------- | -------------------------------------------- | -------------------------------------------- | -------------------------------------------- | -------------------------------------------- |
| Antes da agregação                           |                                              |                                              |                                              |                                              |                                              |
| Ano                                          | 0-14 anos                                    | 15-24 anos                                   | 25-64 anos                                   | >= 65 anos                                   | Total                                        |
| 2001                                         | 989                                          | 718                                          | 2909                                         | 761                                          | 5377                                         |
| 2011                                         | 949                                          | 646                                          | 3170                                         | 943                                          | 5708                                         |
| Após a agregação                             |                                              |                                              |                                              |                                              |                                              |
| Ano                                          | 0-14 anos                                    | 15-24 anos                                   | 25-64 anos                                   | >= 65 anos                                   | Total                                        |
| 2021                                         | 806                                          | 656                                          | 3104                                         | 1269                                         | 5835                                         |